# Eupholidoptera astyla
Eupholidoptera astyla is een rechtvleugelig insect uit de familie sabelsprinkhanen (Tettigoniidae). De wetenschappelijke naam van deze soort is voor het eerst geldig gepubliceerd in 1927 door Ramme.
1. ↑  (en) Eupholidoptera astyla op de IUCN Red List of Threatened Species.